# دیواکی
دیواکی (به چکی: Diváky) یک منطقهٔ مسکونی در جمهوری چک است که در ناحیه برتسلاو واقع شده‌است. دیواکی ۵۰۶ نفر جمعیت دارد.